# Popowia perakensis
Popowia perakensis là một loài thực vật thuộc họ Annonaceae. Đây là loài đặc hữu của bang Perak, Malaysia.